# Lipovník (okres Topoľčany)
Lipovník (Hongaars: Lipovnok) is een Slowaakse gemeente in de regio Nitra, en maakt deel uit van het district Topoľčany.
Lipovník telt 334 inwoners.